# دارين جيلفورد
دارين جيلفورد (بالإنجليزية: Darren Gilford)‏ هو منافس ألعاب قوى مالطي، ولد في 11 ديسمبر 1982 في مالطا.

## وصلات خارجية
- دارين جيلفورد على موقع الاتحاد الدولي لألعاب القوى (الإنجليزية)
- دارين جيلفورد على موقع أوليمبيديا (الإنجليزية)